# Hoppenplöcker

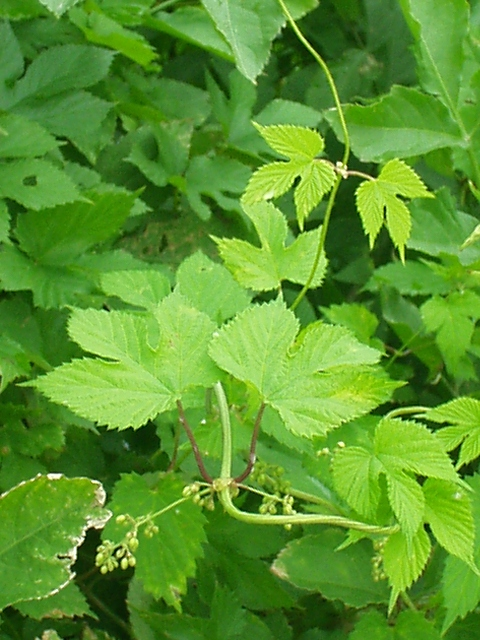
Echter Hopfen (H. lupulus)

Hoppenplöcker bedeutet Hopfenpflücker und bezeichnete früher in lippischer Mundart Leute ohne Landbesitz. Der Name stammte von ihrer hauptsächlichen Erwerbstätigkeit, dem Hopfenpflücken und dem Pfählen der Hopfenstangen. Hopfen wurde zum Bierbrauen benötigt, und an fast allen Schlössern und Burgen waren Hopfengärten angelegt. Häufig lag das Braurecht bei den Landesherren, und jeder Krug, jede Schänke im Herrschaftsbereich war verpflichtet, das herrschaftliche Bier abzunehmen. Die Hoppenplöcker verdingten sich auch als Tagelöhner auf den Bauernhöfen oder gingen ab 1750 als Ziegler in die Fremde.
Die auch Straßenkötter genannten Hoppenplöcker standen auf der untersten sozialen Stufe und besaßen außer einem kleinen Haus (Kotten) oder einer Wohnung keinerlei oder sehr wenig anbaufähigen Boden. Außer zum Hopfenpflücken wurden sie u. a. auch beim Scheren von Schafen und Ernten von Flachs eingesetzt. Die Klassifizierung der Höfe und Kotten wurde nach einer traditionellen Rangfolge vorgenommen, die die Hofgröße, den Steuerwert sowie den sozialen Stand im Dorf dokumentierte und bis Mitte des 19. Jahrhunderts Bestand hatte. Allgemein wurde auf soziale Differenzierung besonderer Wert gelegt, und die daraus resultierenden Schranken konnten nur schwer überwunden werden, eine Tatsache, die durch zahlreiche Prozesse und Akten belegt wird.